# Ivan Sharpe
Ivan Gordon Sharpe (St Albans, 15 giugno 1889 – Southport, 9 febbraio 1968) è stato un calciatore inglese, di ruolo attaccante.

## Carriera

### Nazionale
È stato campione olimpico al 5º Torneo olimpico di calcio del 1912 svoltosi a Stoccolma, vincendo l'oro con il Regno Unito; è sceso in campo unicamente nella partita vinta dalla sua Nazionale per 4-2 contro la Danimarca.

## Palmarès

### Club
- Campionato inglese di seconda divisione: 1

Derby County: 1911-1912

### Nazionale
- Oro olimpico: 1

Stoccolma 1912